# Bruno Ninaber van Eyben
Bruno Ninaber van Eyben (né en 1950) est un designer néerlandais.

## Biographie
Après un diplôme au Collège d'Art de Maastricht, Bruno Ninaber van Eyben a évolué du designer en joaillerie vers le design industriel. Ses œuvres sont présentes dans les différents musées d'art moderne du monde.
Dès 1970, il a produit son bracelet de montre (1973), sa montre pendentif (1976) et un système d'éclairage fluorescent (1977). Ces produits sont toujours en production maintenant et sont devenus des classiques du design néerlandais. 
En 1980, Bruno Ninaber a dessiné le nouveau set de pièces néerlandaises avec le portrait de la reine Beatrix. Il est également le concepteur de la première série de pièces en euro néerlandaises, choisie en 1998.  
En 2008, le designer recevait une très haute distinction néerlandaise pour l'ensemble de son œuvre intégral, le « Oeuvreprijs van Fonds Beeldende Kunsten, Vormgeving en Bouwkunst » d'une valeur de 40 000 euros.